# Kangala (departamento)
Kangala é um departamento ou comuna da província de Kénédougou no Burkina Faso. A sua capital é Kangala.
Em 1 de julho de 2018 tinha uma população estimada em 32437 habitantes.